# پروژه لعنتی او
پروژه لعنتی او: اسناد مربوط به پرونده رودریک مکرا یک رمان سال ۲۰۱۵ به نویسندگی گریم مکرا برنت است. با استفاده از اسناد تاریخی تخیلی، داستان پسربچه ۱۷ ساله ای به نام رودریک «ردی» ماکرا را روایت می‌کند، که مرتکب قتل سه‌گانه در روستای کالدوی در شبه جزیره Applecross، در حدود سال ۱۸۶۹ شده‌است. این توسط انتشارات اسکاتلندی، Contraband منتشر شد. در اکتبر سال ۲۰۱۶، پروژه لعنتی او به پرفروش‌ترین کتاب در لیست کوتاه بوکر تبدیل شد و در سپتامبر ۲۰۱۶، در فهرست جایزه جایزه ادبی من بوکر قرار گرفت.

## جوایز و افتخارات
- جایزه ادبی من بوکر ۲۰۱۶، فهرست کوتاه.[۶]